# Gammarus
Gammarus is een geslacht van vlokreeften uit de familie van de Gammaridae. Het geslacht bevat meer dan 200 soorten, waarmee het een van de grootste geslachten is uit de stam van de Kreeftachtigen. De verschillende soorten komen voor onder verschillende omstandigheden. Allen zijn watergebonden maar bijvoorbeeld Gammarus pulex komt alleen voor in zoet water terwijl Gammarus locusta alleen in zout water voor komt.

## Naamgeving
Het geslacht Gammarus werd in 1775 door Fabricius opgericht met Cancer pulex Linnaeus, 1758, als een soorttype. In 1928 werd de geslachtsnaam Gammarus door de International Commission on Zoological Nomenclature (ICZM) als naam 493 geplaatst op de officiële lijst van Generieke Namen in de Zoölogie. Gedurende een zeer lange periode werden zowel mariene Gammarusachtige soorten als zoetwatervormen beschouwd als leden van hetzelfde geslacht Gammarus, een mening die nog steeds door vele auteurs wordt ondersteund. Anderen, echter, vonden het noodzakelijk om het geslacht Gammarus in twee verschillende geslachten onder te verdelen, een voor de marine en een voor het zoetwater soorten. Stanko Karaman, 1931, introduceerde de generieke naam Rivulogammarus waarin hij de zoetwaterleden van het geslacht Gammarus omvatte. Stock, 1969 bewees echter dat Rivulogammarus zou moeten worden afgewezen als een soortnaam in overeenstemming met de ICZM. Sket, 1971, richtte het nieuwe geslacht Lagunogammarus op voor de mixohaliene soorten die voorheen in Gammarus waren opgenomen, maar zijn oplossing liet veel twijfel bestaan over de taxonomiepositie van tussenvormen zoals G. duebeni Liljeborg, 1852. 
De voorgestelde aanpassingen zijn niet overgenomen. Nu in 2018 wordt derhalve voor alle zoet-, zout- en brakwatersoorten nog steeds vastgehouden aan de oudst geldige generieke naam; Gammarus.

## Voorkomen in Nederlandse wateren
Twaalf soorten van het geslacht Gammarus worden in de Nederlandse wateren aangetroffen:
- Gammarus crinicornis,
- Gammarus duebeni,
- Gammarus fossarum,
- Gammarus insensibilis,
- Gammarus lacustris,
- Gammarus locusta,
- Gammarus oceanicus,
- Gammarus pulex,
- Gammarus roeselii,
- Gammarus salinus,
- Gammarus tigrinus,
- Gammarus zaddachi

## Soorten
Het geslacht Gammarus omvat de volgende soorten:
- Gammarus abscisus G. Karaman, 1973
- Gammarus abstrusus Hou, Platvoet & Li, 2006
- Gammarus acalceolatus Pinkster, 1970
- Gammarus accolae G. Karaman, 1973
- Gammarus accretus Hou & Li, 2002
- Gammarus acherondytes Hubricht & Mackins, 1940
- Gammarus aequicauda (Martynov, 1931)
- Gammarus agrarius G. Karaman, 1973
- Gammarus albimanus G. Karaman, 1968
- Gammarus alsaticus Van Straelen, 1924†
- Gammarus anatoliensis Schellenberg, 1937
- Gammarus angulatus (Martynov, 1930)
- Gammarus angusticoxalis Martynov, 1935
- Gammarus annandalei (Monod, 1924)
- Gammarus annulatus Smith, 1873
- Gammarus anodon Stock, Mirzajani, Vonk, Naderi & Kiabi, 1998
- Gammarus aoculus Hou & Li, 2003
- Gammarus araxenius Derzhavin, 1938
- Gammarus arduus G. Karaman, 1975
- Gammarus argaeus Vávra, 1905
- Gammarus bakhteyaricus Khalayi-Pirbalanty & Sari, 2004
- Gammarus balcanicus Schaferna, 1922
- Gammarus barnaulensis Schellenberg, 1937
- Gammarus baysali Özbek et al., 2013
- Gammarus belli G. Karaman, 1984†
- Gammarus bergi Martynov, 1930
- Gammarus birsteini Karaman & Pinkster, 1977
- Gammarus bosniacus Schäferna, 1922
- Gammarus bousfieldi Cole & Minckley, 1961
- Gammarus brevicornis (Martynov, 1935)
- Gammarus brevipodus Hou, Li & Platvoet, 2004
- Gammarus breviramus Bousfield & Elwood, 1971
- Gammarus bucharensis Martynov, 1935
- Gammarus caparti Petre-Stroobants, 1981
- Gammarus caucasicus Martynov, 1932
- Gammarus caudisetus Viviani, 1805
- Gammarus chaohuensis Hou & Li, 2002
- Gammarus chevreuxi Sexton, 1913
- Gammarus chimkenti G. Karaman, 1984
- Gammarus chostensis Martynov, 1932
- Gammarus cohabitus Hosinger, Shafer, Fong & Culver, 2008
- Gammarus comosus Hou, Li & Gao, 2005
- Gammarus craspedotrichus Hou & Li, 2002
- Gammarus crenulatus G. S. Karaman & Pinkster, 1977
- Gammarus crinicaudatus Stock, Mirzajani, Vonk, Naderi & Kiabi, 1998
- Gammarus crinicornis Stock, 1966
- Gammarus crispus Martynov, 1932
- Gammarus cryptoparechiniformis Grabowski, Wysocka & Mamos, 2016
- Gammarus cryptosalemaai Grabowski, Wysocka & Mamos, 2016
- Gammarus curvativus Hou & Li, 2003
- Gammarus dabanus Tachteew & Mekhanikova, 2000
- Gammarus daiberi Bousfield, 1969
- Gammarus decorosus Meng, Hou & Li, 2003
- Gammarus denticulatus Hou, Li & Morino, 2002
- Gammarus desperatus Cole, 1981
- Gammarus dorsosetosus Mateus & Mateus, 1990
- Gammarus duebeni Liljeborg, 1852
- Gammarus dulensis S. Karaman, 1929
- Gammarus edwardsi Bate, 1862
- Gammarus effultus G. Karaman, 1975
- Gammarus electrus Hou & Li, 2003
- Gammarus elevatus Hou, Li & Morino, 2002
- Gammarus elvirae Iannilli & Ruffo, 2002
- Gammarus emeiensis Hou, Li & Koenemann, 2002
- Gammarus fasciatus Say, 1818
- Gammarus finmarchicus Dahl, 1938
- Gammarus flabellifera Stimpson, 1856
- Gammarus fontinalis Costa, 1883
- Gammarus fossarum Koch, 1836
- Gammarus frater Karaman & Pinkster, 1977
- Gammarus frigidus Hou & Li, 2004
- Gammarus gageoensis Kim, Lee & Min, 2010
- Gammarus galgosensis Lee & Kim, 1980
- Gammarus gauthieri (S. Karaman, 1935)
- Gammarus glaber Zhao, Menh & Hou, 2017
- Gammarus glabratus Hou & Li, 2003
- Gammarus goedmakersae G. S. Karaman & Pinkster, 1977
- Gammarus gracilis Martynov, 1935
- Gammarus gregoryi Tattersall, 1924
- Gammarus halilicae G. Karaman, 1969
- Gammarus hegmatanensis Hekmatara, Sari & Baladehi, 2011
- Gammarus hirsutus Martynov, 1935
- Gammarus hongyuanensis Barnard & Dai, 1988
- Gammarus hoonsooi Lee, 1986
- Gammarus hyalelloides Cole, 1976
- Gammarus ibericus Margalef, 1951
- Gammarus inaequicauda Stock, 1966
- Gammarus inberbus Karaman & Pinkster, 1977
- Gammarus inopinatus Mateus & Mateus, 1990
- Gammarus insensibilis Stock, 1966
- Gammarus italicus Goedmakers & Pinkster, 1977
- Gammarus izmirensis Özbek, 2007
- Gammarus jacksoni Morino & Whitman, 1995
- Gammarus jaspidus Hou & Li, 2004
- Gammarus jenneri Bynum & Fox, 1977
- Gammarus kamtschaticus Tzvetkova, 1972
- Gammarus kasymovi Aliev, 1997
- Gammarus katagani Özbek, 2012
- Gammarus kesanensis Özbek & Camur-Elipek, 2010
- Gammarus kesslerianus Martynov, 1931
- Gammarus kischineffensis Schellenberg, 1937
- Gammarus komareki (Schaferna, 1922)
- Gammarus korbuensis Martynov, 1930
- Gammarus koshovi Bazikalova, 1946
- Gammarus kyonggiensis Lee & Seo, 1990
- Gammarus laborifer Karaman & Pinkster, 1977
- Gammarus lacustris G. O. Sars, 1864
- Gammarus lasaensis Barnard & Dai, 1988
- Gammarus laticoxalis Karaman & Pinkster, 1977
- Gammarus lawrencianus Bousfield, 1956
- Gammarus lecroyae Thoma & Heard, 2009
- Gammarus ledoyeri G. Karaman, 1987
- Gammarus lepoliensis Jazdzewski & Konopacka, 1989
- Gammarus lichuanensis Hou & Li, 2002
- Gammarus limnaeus S. I. smith, 1874
- Gammarus lobifer Stock, Mirzajani, Vonk, Naderi & Kiabi, 1998
- Gammarus locusta (Linnaeus, 1758)
- Gammarus longipedis Karaman & Pinkster, 1987
- Gammarus longisaeta Lee & Seo, 1992
- Gammarus lophacanthus Hou & Li, 2002
- Gammarus lordeganensis Khalayi-Pirbalanty & Sari, 2004
- Gammarus lychnidensis Schellenberg, 1943
- Gammarus macedonicus G. Karaman, 1976
- Gammarus madidus Hou & Li, 2005
- Gammarus marmouchensis Fadil, 2006
- Gammarus maroccanus Fadil & Dakki, 2001
- Gammarus martensi Hou & Li, 2004
- Gammarus matienus Derzhavin, 1938
- Gammarus miae Mateus & Mateus, 1990
- Gammarus microps Pinkster & Goedmakers, 1975
- Gammarus minus Say, 1818
- Gammarus mladeni Karaman & Pinkster, 1977
- Gammarus monspeliensis Pinkster, 1972
- Gammarus montanus Hou, Li & Platvoet, 2004
- Gammarus mucronatus Say, 1818
- Gammarus murarius Hou & Li, 2004
- Gammarus nekkensis Uchida, 1935
- Gammarus ninglangensis Hou & Li, 2003
- Gammarus nipponensis Uéno, 1940
- Gammarus nox Stock, 1995
- Gammarus nudus Martynov, 1931
- Gammarus obnixus Karaman & Pinkster, 1977
- Gammarus obruki Özbek, 2012
- Gammarus oceanicus Segerstråle, 1947
- Gammarus ocellatus Martynov, 1930
- Gammarus ochridensis (Schäferna, 1926)
- Gammarus odaensis Lee & Kim, 1980
- Gammarus odettae Mateus & Mateus, 1990
- Gammarus oeningensis Heer, 1865†
- Gammarus orinos Pinkster & Schol, 1984
- Gammarus oronticus Alouf, 1979
- Gammarus osellai Karaman & Pinkster, 1977
- Gammarus pageti Mateus & Mateus, 1990
- Gammarus palustris Bousfield, 1969
- Gammarus parechiniformis G. Karaman, 1977
- Gammarus paricrenatus Stock, Mirzajani, Vonk, Naderi & Kiabi, 1998
- Gammarus parthicus Stock, Mirzajani, Vonk, Naderi & Kiabi, 1998
- Gammarus paucispinus Hou & Li, 2002
- Gammarus pavo Karaman & Pinkster, 1977
- Gammarus paynei Delong, 1992
- Gammarus pecos Cole & Bousfield, 1970
- Gammarus pellucidus Gurjanova, 1930
- Gammarus pexus Hou & Li, 2005
- Gammarus platvoeti Hou & Li, 2003
- Gammarus pljakici G. Karaman, 1964
- Gammarus plumipes Mateus & Mateus, 1990
- Gammarus praecyrius Derzhavin, 1941†
- Gammarus preciosus Wang, Hou & Li, 2009
- Gammarus pretzmanni Mateus & Mateus, 1990
- Gammarus proiectus Stock, Mirzajani, Vonk, Naderi & Kiabi, 1998
- Gammarus pseudoanatoliensis Karaman & Pinkster, 1987
- Gammarus pseudolimnaeus Bousfield, 1958
- Gammarus pseudosyriacus Karaman & Pinkster, 1977
- Gammarus pulex Linnaeus, 1758
- Gammarus qiani Hou & Li, 2002
- Gammarus rambouseki S. Karaman, 1931
- Gammarus retzi Maikovsky, 1941†
- Gammarus rifatlensis Fadil, 2006
- Gammarus riparius Hou & Li, 2002
- Gammarus roeselii Gervais, 1835
- Gammarus rouxi Pinkster & Goedmakers, 1975
- Gammarus salemaai G. Karaman, 1985
- Gammarus salinus Spooner, 1947
- Gammarus sepidannus Zamanpoore, Poeckl, Grabowski & Schiemer, 2009
- Gammarus setosus Dementieva, 1931
- Gammarus shanxiensis Barnard & Dai, 1988
- Gammarus shenmuensis Hou & Li, 2004
- Gammarus sichuanensis Hou, Li & Zheng, 2002
- Gammarus simplex Zhao, Menh & Hou, 2017
- Gammarus sinuolatus Hou & Li, 2004
- Gammarus sirvannus Hekmatara, Sari & Baladehi, 2011
- Gammarus sketi G. Karaman, 1989
- Gammarus sobaegensis G. Karaman, 1984
- Gammarus solidus G. Karaman, 1977
- Gammarus songirdaki G. Karaman, 1984
- Gammarus soyoensis Lee & Kim, 1980
- Gammarus spelaeus Martynov, 1931
- Gammarus spinipalmus (Chen, 1939)
- Gammarus spooneri G. Karaman, 1991
- Gammarus stagnarius Hou, Li & Morino, 2002
- Gammarus stalagmiticus Hou & Li, 2005
- Gammarus stankokaramani G. Karaman, 1976
- Gammarus stojicevici (S. Karaman, 1929)
- Gammarus stupendus Pinkster, 1983
- Gammarus subtypicus Stock, 1966
- Gammarus suifunensis Martynov, 1925
- Gammarus syriacus Chevreux, 1895
- Gammarus takesensis Hou, Li & Platvoet, 2004
- Gammarus taliensis Shen, 1954
- Gammarus tauricus Martynov, 1931
- Gammarus teletzkensis Martynov, 1930
- Gammarus tigrinus Sexton, 1939
- Gammarus topkarai Özbek & Balik, 2009
- Gammarus translucidus Hou, Li & Li, 2004
- Gammarus troglophilus Hubricht & Mackins, 1940
- Gammarus truncatus Martynov, 1930
- Gammarus turanus Martynov, 1935
- Gammarus uludagi G. S. Karaman, 1975
- Gammarus unguiserratus Costa, 1853
- Gammarus ustaoglui Özbek & Guloglu, 2005
- Gammarus varsoviensis Jazdzewski, 1975
- Gammarus vignai Pinkster & Karaman, 1978
- Gammarus wangbangensis Lee & Seo, 1990
- Gammarus wautieri Roux, 1967
- Gammarus wilkitzkii Birula, 1897
- Gammarus xiangfengensis Hou & Li, 2002
- Gammarus zaddachi Sexton, 1912
- Gammarus zagrosensis Zamanpoore, Poeckl, Grabowski & Schiemer, 2009
- Gammarus zeongogensis Lee & Kim, 1980